# Остров Чечень
О́стров Че́чень (дарг. Чечен) — село в Республике Дагестан. Входит в состав городского округа «город Махачкала». Подчинён Кировской районной администрации города Махачкала.

## География
Селение расположено на западной оконечности одноимённого острова Чечень, на берегу Аграханского залива. Отдалён от Аграханского полуострова проливом Чеченский проход.

## История
Официальной датой основания населённого пункта считается 1830 год.
С середины XIX века остров становится местом ссылки приговоренных к каторге. А через некоторое время в селе образуют лепрозорий. Присмотр за больными был поручен старообрядцам.
В 1863 году на острове англичанами по заказу царского правительства был возведен Чеченский маяк, действующий и поныне.
К началу XX века село представляло собой довольно богатый населённый пункт, население которого занималось ловлей и торговлей рыбой, в основном осетровых видов. В 1914 году село состояло из 126 дворов, в нём располагались сельское правление, школа и церковь.
К 1929 году село являлось административным центром Чеченьского сельского совета Махачкалинского района и состояло из 378 хозяйств. С приходом советской власти в селе организуют рыболовецкий колхоз «Память Чапаева». Через недолгое время он вырвался в передовые хозяйства района и долгое время носил звание колхоза-миллионера.
С развалом СССР село начало постепенно приходить в упадок. Это было в первую очередь связано с истощением рыбных запасов на Каспии, что привело к массовому оттоку населения с острова. Также этому способствовала необустроенность быта островитян. На острове отсутствуют свет и газ. Вода в основном используется артезианская, имеющая солоноватый вкус из-за близости моря. С развалом Союза прекратилось также регулярное транспортное сообщение с материком.

## Население
| 1889 | 1914 | 1926 | 1939  | 1989 | 2002 | 2010 |
| ---- | ---- | ---- | ----- | ---- | ---- | ---- |
| 654  | ↗700 | ↗766 | ↗1001 | ↘170 | ↗214 | →214 |
| 2021 |      |      |       |      |      |      |
| ↘119 |      |      |       |      |      |      |

Национальный состав
По данным Всероссийской переписи населения 2021 года:
| Народ    | Численность, чел. | Доля от всего населения, % |
| -------- | ----------------- | -------------------------- |
| даргинцы | 39                | 32,77 %                    |
| русские  | 39                | 32,77 %                    |
| аварцы   | 29                | 24,37 %                    |
| кумыки   | 7                 | 5,88 %                     |
| ногайцы  | 5                 | 4,20 %                     |
| всего    | 119               | 100 %                      |

В 1914 году в селе проживало 700 человек, в том числе 334 мужчины и 366 женщин — все русские, православные. В 1929 году в селе проживало 766 человек (378 мужчин и 388 женщин), 100 % населения — русские.
По данным переписи населения 2002 года, численность населения села составила 214 жителей, в том числе 46 % — даргинцы, 33 % — русские, 21 % — аварцы и прочие.
По результатам переписи 2010 года в селе проживали: даргинцы — 85 чел. (39,7 %), русские — 58 чел. (27,1 %), аварцы — 50 чел. (23,4 %), другие — 21 чел. (9,8 %).

## Экономика
В советский период на острове действовал рыболовецкий колхоз-миллионер «Память Чапаева». В настоящее время население острова занимается браконьерским ловом рыбы.

## Транспорт
В советский период транспортное сообщение острова с материком осуществлялось по нескольким каналам. Действовала паромная переправа, соединявшая село с посёлком Лопатин, а оттуда ходили автобус и узкоколейка до Махачкалы и посёлка Глав Сулак. Несколько раз в неделю осуществлялись авиаперелеты на «кукурузниках» и вертолетах, на острове существовал свой аэродром.
После распада СССР, всё транспортное сообщение острова было прервано. В настоящее время на остров можно добраться только на лодке, либо браконьерской байде из сёл, расположенных на противоположном берегу залива — Крайновка и Старо-Теречное.

## Достопримечательности
- Чеченский маяк — историческая достопримечательность острова.
- Памятник Никите Григорьевичу Ермошкину, расположенный напротив бывшего Дома Культуры[18].